# Альвіто Нуніш
Алвіту Нуніш (порт. Alvito Nunes; д/–1016) — граф Портукале в 1008—1016 роках.

## Життепис
Вважається, що належив до роду Вімарану Піріша. Син Нуну Алвітіша, що був онуком Лусідіо Вімараніша, графа Португалії. Про Алвіту Нуніша обмаль відомостей до 1008 року. На цей час він вже був вдівцем, маючи 4 дітей. Також ймовірно обіймав в графстві Портукале впливове становище.
1008 року після загибелі графа Менду II Гонсалвіша його вдова Тутдона вийшла заміж за Алвіту, оскільки той мав би захистити її синів він судових суперечок і майнових зазіхань. Альвіто Нунеш продовжив боротьбу з вікінгами, що посилили напади на узбережжя графства. 1016 року зазнав поразки та зачинився у замку Вермоїн, де й загинув. Владу і землі успадкував його син Нуну I Алвітіш.

## Родина
1. Дружина — Готіна
Діти:
- Нуно (д/н—1028), граф Портукале
- Сегередо (д/н—після 1064), наближений короля Фернандо I
- Педру (д/н— бл. 1070), ігумен монастиря СанМамеде в Гімарайнші
- Луп

2. Дружина — Тутадона (Тода), донька Муньйо Фруелаша де Коїмбра